# Экземплярский, Павел Михайлович
Па́вел Миха́йлович Экземпля́рский (1884, Алексино, Покровский уезд, Владимирская губерния, Российская империя — февраль 1947, Иваново, РСФСР, СССР) — русский советский историк, краевед, педагог. Специалист по истории города Иваново и Ивановского края, автор фундаментального труда «История города Иванова». Его младший брат — психолог В. М. Экземплярский.

## Биография
Родился в 1884 году (в некоторых источниках указывается 1886 год) в селе Алексино Покровского уезда Владимирской губернии в семье священника Николая Николаевича Экземплярского.
В 1899 году по первому разряду окончил Владимирское духовное училище, затем продолжил обучение во Владимирской духовной семинарии. В 1910 году окончил историко-филологический факультет Московского университета, получив диплом 1-й степени.
С 1910 по 1920 год П. М. Экземплярский преподавал русский язык, историю и латинский язык в средних учебных заведениях городов Ельца, Егорьевска и Ярославля.
После переезда в Иваново-Вознесенскую губернию некоторое время работал преподавателем истории на Хреновских педагогических курсах в Вичуге. Начиная с 1922 года, не оставляя педагогической деятельности в Институте народного образования и педагогическом техникуме в Иванове (в то время Иваново-Вознесенск), начал работать в губернском архивном бюро (позднее — областной архивный отдел). Изучение фондов Ивановского архива вызвало у него глубокий интерес к истории города и текстильного края. Он занимался исследованием документов о зарождении и развитии промышленности, формировании пролетариата и буржуазии, изучал условия труда и быта рабочих, развитие рабочего и революционного движения в регионе.
Параллельно с работой в архиве П. М. Экземплярский выполнял другие обязанности, связанные с изучением местного края. В 1929—1931 годах он являлся сотрудником областной плановой комиссии, заведовал межсоюзным архивом при облпрофсовете и был ответственным секретарём Ивановского областного бюро краеведения. Принимал участие в работе губбюро Истпарта губкома ВКП(б), а позднее истпартотдела обкома ВКП(б) по выпуску изданий, посвящённых истории революционного движения и местной партийной организации.
С 1938 года и до конца жизни П. М. Экземплярский вновь сосредоточился на педагогической деятельности, преподавая в Ивановском педагогическом институте и медицинском институте.
Главным трудом жизни П. М. Экземплярского стала «История города Иванова». Многие его предыдущие статьи и брошюры по истории края можно рассматривать как подготовительные работы к этому капитальному труду. Первая редакция «Истории города Иванова» была завершена в первой половине 1941 года, однако начавшаяся Великая Отечественная война помешала выпустить книгу из печати. В условиях военного времени П. М. Экземплярский приступил к переработке труда для издания. Эта работа была завершена в 1946 году, но по ряду причин книга при жизни автора так и не вышла. Первый том (дооктябрьский период) был издан посмертно в 1958 году.
Автор около 30 исследований по истории Ивановского края. В своих работах стремился освещать историческое прошлое с научных позиций, принятых в советской историографии того времени. Ряд вопросов, связанных с историей зарождения и развития текстильной промышленности, был поставлен в его работах впервые.
Скоропостижно скончался в феврале 1947 года в Иванове. Похоронен на Балинском кладбище (квартал 11, могила 94).

## Семья
- Дед — Николай Михайлович Экземплярский — диакон Знаменской церкви города Владимира; в 1848 году окончил Владимирскую духовную семинарию[5].
- Отец — Николай Николаевич Экземплярский — священник; окончил в 1872 году Владимирскую духовную семинарию и в 1876 году рукоположён к церкви села Алексино Покровского уезда. В 1888 году переведён священником Николо-Галейской церкви города Владимира[5].
- Брат — Владимир Михайлович Экземплярский (1889—1957) — доктор психологии.

### Основные труды
- Происхождение свободной России. — М.: Внешкольное просвещение, 1917. — 32 с.
- Очерки по истории рабочего движения в Иванове-Вознесенске. Вып. 1: Иваново-Вознесенский пролетариат во второй половине XIX и начале XX столетия. — Иваново-Вознесенск: Основа, 1924.[1]
- Наша губерния: Образование и обзор Иваново-Вознесенской губ. [По материалам губ. архивного бюро] / П. М. Экземплярский, Я. А. Осипов, А. Г. Маслов. — Иваново-Вознесенск: Основа, 1924. — 31 с.: ил., табл.[7]
- Село Иваново в начале XIX столетия (К истории города Иваново-Вознесенска) // Труды Иваново-Вознесенского губернского научного общества краеведения. — Иваново-Вознесенск, 1925. — Кн. 3.[1] (также отд. изд.: Иваново-Вознесенск, 1925[7])
- Иваново-вознесенский пролетариат и буржуазия в начале ХХ столетия // 1905-й год в Иваново-Вознесенском районе: Сборник статей и воспоминаний / Под ред. Ф. Самойлова. — Иваново-Вознесенск: Истпарт ВКИ ВКП(б), 1925.[1]
- Иваново-вознесенский пролетариат во второй половине XIX и начале ХХ столетий // Труды Иваново-Вознесенского губернского научного общества краеведения. — Иваново-Вознесенск, 1926. — Кн. 4.[1]
- Село Иваново в жизни С. Г. Нечаева // Труды Иваново-Вознесенского губернского научного общества краеведения. — Иваново-Вознесенск, 1926. — Кн. 4.[1]
- 1917-й год в Иваново-Вознесенском районе (Хроника) / Составили М. К. Дианова и П. М. Экземплярский; Под ред. И. П. Косарева, В. П. Кузнецова и В. Н. Наумова. — Иваново-Вознесенск: Основа, 1927. — X, 331 с.[7]
- 1918 год в Иваново-Вознесенской губернии (Хроника событий) / Составили: М. К. Дианова, М. А. Лакомкина, П. М. Экземплярский; Под ред. М. К. Диановой, И. П. Косырева, В. П. Кузнецова, И. А. Мухина, И. С. Шубина. — Иваново-Вознесенск: Истпартотд. Обкома ВКП(б) Иванов. Пром. области, 1930. — [458] с. разд. паг., 2 с. объявл., 1 вкл. л. карт.[7]
- Экономическое прошлое Области. — М.; Иваново-Вознесенск: Огиз ; Ивановское обл. гос. изд-во, 1931. — 48 с.[1][7]
- Исторические справки по районам: Владимировскому, Суздальскому, Судогодскому, Вязниковскому, Гороховецкому, Селивановскому и Никологорскому, Ивановской области / Ивановский областной архив; составил П. Экземплярский. — М.: издание Ивановского обл. арх., 1936. — 35 с.[7]
- Всеобщая стачка рабочих и Совет рабочих депутатов в Иваново-Вознесенске в 1905 г. — Иваново: Ивгиз, 1940.[1]
- Город Иваново в прошлом и настоящем: Краткий ист. очерк. — Иваново: Ивгиз, 1940 (тип. Изд-ва Иван. облсовета деп. трудящихся). — 72 с.[7] (Переиздание: Иваново: Иван. обл. гос. изд-во, 1946[1])
- Ивановские рабочие на пути к Октябрю // Ивановцы в боях за Октябрь и социалистическую родину. — Иваново, [1941 или позже].[1]
- Текстильный край: Историко-экономический очерк / И. И. Тюрин, С. В. Чернобровцев, П. М. Экземплярский [исторический раздел]. — Иваново: Иван. обл. изд-во, 1948. — 206 с.[1]
- История города Иванова. В 2 ч. Ч. 1: Дооктябрьский период / [Предисл. С. Чернобровцева]. — Иваново: Ивановское кн. изд-во, 1958. — 396 с., 2 л. портр.[1]